# Euploea lugens
Euploea lugens är en fjärilsart som beskrevs av Butler 1876. Euploea lugens ingår i släktet Euploea och familjen praktfjärilar. Inga underarter finns listade i Catalogue of Life.